# Naufrago

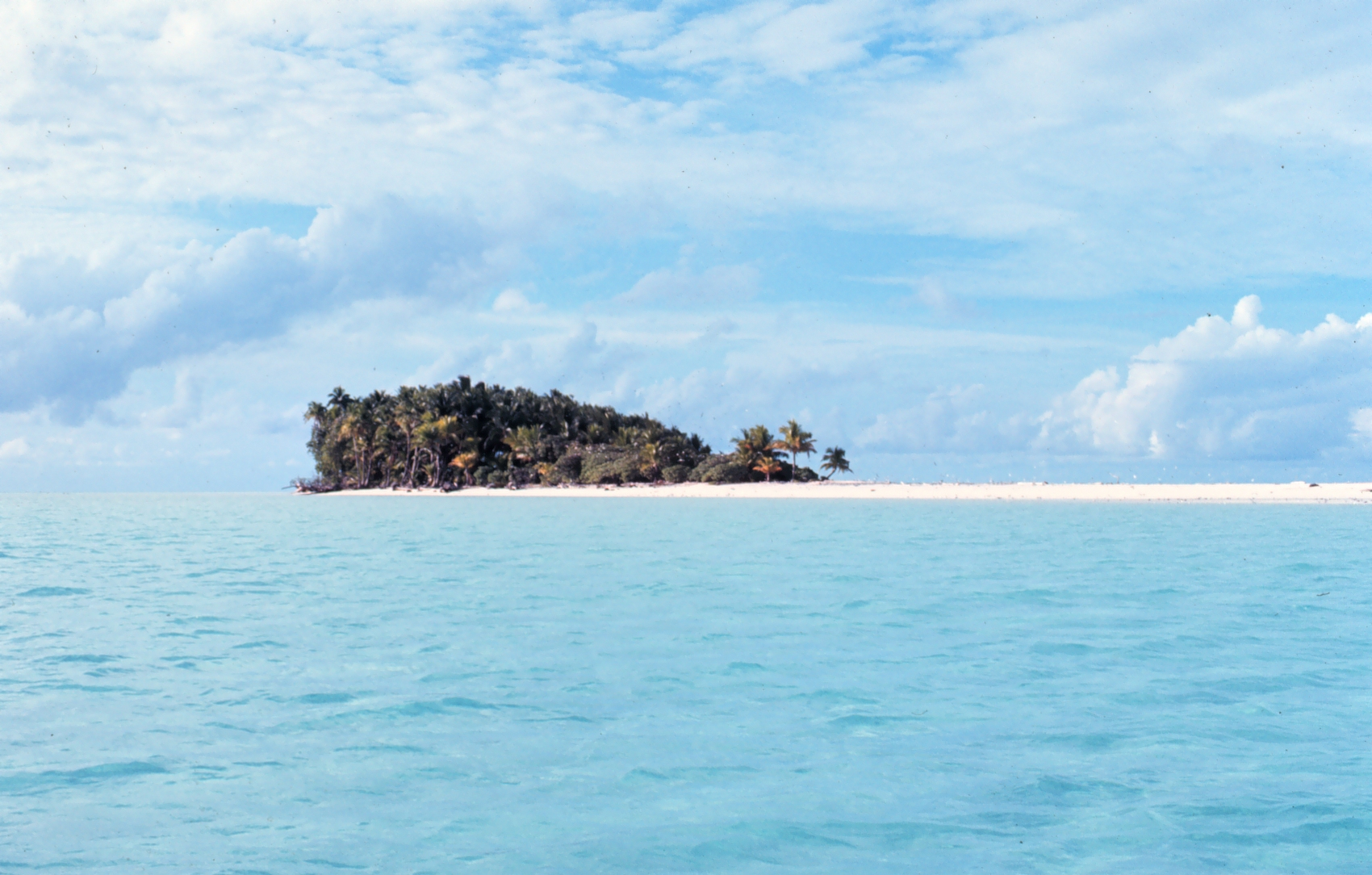
I naufraghi possono dover sopravvivere su un'isola deserta.

Un naufrago è una persona che viene portata alla deriva o sulla terraferma. Solitamente la situazione avviene dopo un naufragio.
Le provviste e le risorse disponibili per i naufraghi permettono loro di sopravvivere su di un'isola finché altre persone arrivano a salvarli e condurli via dall'isola. Tuttavia, queste missioni di salvataggio possono anche non avvenire mai se non è noto il fatto che la persona sia ancora viva, se il motivo della scomparsa è ignoto, o se l'isola non è sulle mappe. Questi scenari hanno dato vita alle sceneggiature di numerose storie sotto forma di romanzi e film.

## La figura del naufrago nella cultura di massa

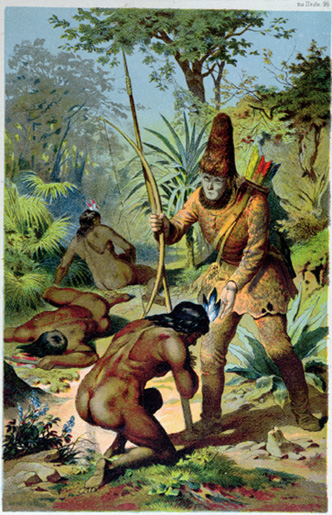
Robinson Crusoe e Venerdì di Carl Offterdinger.

Diversi romanzi, show televisivi e film narrano la storia di naufraghi:
- Survivor, un reality show in cui i contendenti vengono messi l'uno contro l'altro in diverse aree remote di un'isola
- Baby Island,un romanzo del 1937 di Carol Ryrie Brink su due sorelle non ancora adolescenti che si prendono cura di quattro bambini su in isola nei mari del Sud
- La laguna azzurra, un romanzo d'avventura del 1908 di Henry De Vere Stacpoole su due bambini bloccati su un'isola tropicale dopo un naufragio. Il romanzo venne adattato nel film del 1980 Laguna blu con protagonisti Brooke Shields e Christopher Atkins
- Cast Away,un film del 2000 con protagonista Tom Hanks, diretto da Robert Zemeckis
- Castaway, un film del 1986 con Amanda Donohoe e Oliver Reed, diretto da Nicolas Roeg, basato sul libro Castaway di Lucy Irvine.
- Castaway, un libro del 1984 di Lucy Irvine in cui descrive la sua vita con Gerald Kingsland su un'isola deserta.
- Hatchet, un romanzo che segue la vita di un ragazzo adolescente che cerca di sopravvivere in un luogo selvaggio canadese dopo lo schianto dell'aereo su cui volava.
- Vita di Pi, in cui il protagonista, Pi Patel, passa dei mesi su una scialuppa di salvataggio con una tigre del Bengala
- Il signore delle mosche, un romanzo di William Golding.
- Lost, una serie televisiva del 2004
- Mr. Robinson Crusoe, un film di Douglas Fairbanks del 1932
- L'isola misteriosa, un romanzo del 1874 di Jules Verne
- Seconda patria, un romanzo del 1900 di Jules Verne.
- Robinson Crusoe, un romanzo di Daniel Defoe ispirato liberamente dalla vita reale di Alexander Selkirk, pubblicato per la prima volta nel 1719 e talvolta indicato come il primo romanzo in inglese
- The Swiss Family Robinson, un libro del 1832 di Johann David Wyss che è stato adattato in varie versioni per il cinema e per la televisione, la più famosa delle quali è l'anime giapponese Flo la piccola Robinson del 1981.
- Racconto di un naufrago, romanzo di Gabriel García Márquez sul caso di Luis Alejandro Velasco

I naufraghi inoltre sono parte di altre storie, dove l'evento non è la parte centrale della trama ma risulta comunque un aspetto importante. Esempi di ciò sono:
- L'isola del tesoro di Robert Louis Stevenson
- Black Stallion
- La strada per El Dorado
- Titanic (il film del 1997)